# Таммісту (Тарту)
Та́ммісту (ест. Tammistu küla) — село в Естонії, у волості Тарту повіту Тартумаа.

## Населення
Чисельність населення на 31 грудня 2011 року становила 216 осіб.